# Генеральний прокурор Російської Федерації
Генеральний прокурор Російської Федерації — вища посадова особа в системі російської прокуратури. Призначається на посаду та звільняється з посади Радою Федерації за поданням президента Російської Федерації. Термін повноважень Генерального прокурора РФ — 5 років.
Генеральний прокурор керує системою Прокуратури і безпосередньо очолює Генеральну прокуратуру РФ. Він призначає на посаду прокурорів міст і районів, а також інших прирівняних прокурорів РФ.
Генеральному прокурору РФ присвоюється класний чин дійсного державного радника юстиції.

## Генеральні прокурори
- Степанков Валентин Георгійович (призначений постановою Верховної Ради РРФСР від 28 лютого 1991 № 751-I; затверджений постановою З'їзду народних депутатів РРФСР від 5 квітня 1991 № 1015-I; перепризначений указом президента РФ від 22 вересня 1993 № 1413 ; звільнений від обов'язків указом президента РФ від 5 жовтня 1993 № 1583)[2]
- Казанник Олексій Іванович (призначений указом президента РФ від 5 жовтня 1993 р № 1584; відставка з посади прийнята указом президента РФ від 12 березня 1994 № 465; звільнений з посади постановою Ради Федерації від 25 квітня 1994 № 101- I СФ)
- Ільюшенко Олексій Миколайович (виконання обов'язків до призначення Генерального прокурора РФ покладено указом президента РФ від 26 лютого 1994 № 391; представлена президентом РФ кандидатура для призначення на посаду генерального прокурора відхилено постановами Ради Федерації від 25 квітня 1994 № 99- I СФ і від 25 жовтня 1994 № 221-I СФ; звільнений від виконання обов'язків указом президента РФ від 8 жовтня 1995 р № 1027)
- Гайданов Олег Іванович (тимчасове виконання обов'язків до призначення Генерального прокурора Російської Федерації покладено указом президента Російської Федерації від 8 жовтня 1995 № 1028)
- Скуратов Юрій Ілліч (призначений постановою Ради Федерації від 24 жовтня 1995 № 629-I СФ; відсторонений від посади на період розслідування порушеної проти нього кримінальної справи указом президента Російської Федерації від 2 квітня 1999 № 415; пропозицію президента Російської Федерації про звільнення з посади відхилено постановами Ради Федерації від 17 березня 1999 № 78-СФ, від 21 квітня 1999 № 154-СФ і від 13 жовтня 1999 № 396-СФ; звільнений з посади постановою Ради Федерації від 19 квітня 2000 м № 70-СФ)
- Устинов Володимир Васильович (призначений постановою Ради Федерації від 17 травня 2000 № 99-СФ; знову призначений постановою Ради Федерації від 13 квітня 2005 № 102-СФ; звільнений з посади постановою Ради Федерації від 2 червня 2006 № 151- СФ)
- Чайка Юрій Якович (призначений постановою Ради Федерації від 23 червня 2006 № 180-СФ; знову призначений постановою Ради Федерації від 22 червня 2011 № 242-СФ; втретє призначений постановою Ради Федерації від 15 червня 2016 р 232- СФ; звільнений з посади постановою Ради Федерації від 22 січня 2020 р. № 1-СФ);
- Краснов Ігор Вікторович (призначений постановою Ради Федерації від 22 січня 2020 р. № 2-СФ).